# Alexander Strehmel
Alexander Strehmel (* 20. März 1968 in Münden) ist ein ehemaliger deutscher Fußballspieler und heutiger -trainer. Aktuell ist er Cheftrainer beim SSV Reutlingen 05 in der  Oberliga Baden-Württemberg. 

## Leben
Strehmel, Sohn eines in den 1960er-Jahren in Deutschland stationierten US-amerikanischen Soldaten, hatte die US-amerikanische Staatsbürgerschaft, nahm jedoch schließlich die deutsche Staatsbürgerschaft an, da er wegen der damals geltenden Ausländerbegrenzung sonst keinen Stammplatz beim VfB Stuttgart, wo er von 1986 bis 1994 spielte, sicher gehabt hätte. Zudem ermöglichte ihm die Annahme der deutschen Staatsbürgerschaft mehrere Einsätze für die deutsche U20-Nationalmannschaft, mit der er bei der Junioren-Weltmeisterschaft 1987 Vizeweltmeister wurde. Zu seinen größten Erfolgen mit dem VfB zählen der Gewinn der Deutschen Meisterschaft 1991/92 und der zweite Platz im UEFA-Pokal 1989 sowie mit der SpVgg Unterhaching der Aufstieg in die Fußball-Bundesliga 1999.
Er erzielte in 214 Spielen in der Bundesliga neun Tore und in 169 Spielen in der 2. Bundesliga fünf Tore. Strehmel spielte in der Innenverteidigung, wobei er sich auch öfter in die Offensive einschaltete.

### Als Trainer
Vom 17. November 2006 bis zum 21. Mai 2007 arbeitete Alexander Strehmel als Co-Trainer bei Rot-Weiss Essen.
Vom 20. Januar 2009 bis zum 30. Juni 2013 war er Co-Trainer des VfL Wolfsburg II, zwischendurch vom 26. Januar bis zum 30. Juni 2010 Interimstrainer. Zwischen 2016 und 2022 arbeitete er in den USA und Kanada als Fußball-Coach. Seit Oktober 2022 ist er Cheftrainer des SSV Vorsfelde, mit dem er 2023 von der Landesliga in die Oberliga Niedersachsen aufstieg. Mitte Oktober 2024 löste er seinen Vertrag bei Vorsfelde auf. Am 14. Oktober übernahm er das Amt des Cheftrainers beim baden-württembergischen Oberligisten SSV Reutlingen 05. 